# Saint-Même-le-Tenu
Saint-Même-le-Tenu is een plaats en voormalige gemeente in het Franse departement Loire-Atlantique in de regio Pays de la Loire en telt 1100 inwoners (2004). De plaats maakt deel uit van het arrondissement Nantes.

## Geschiedenis
Op 1 januari 2016 fuseerde Saint-Même-le-Tenu met de gemeente Machecoul tot de gemeente Machecoul-Saint-Même.

## Geografie
De oppervlakte van Saint-Même-le-Tenu bedraagt 18,1 km², de bevolkingsdichtheid is 60,8 inwoners per km².
De onderstaande kaart toont de ligging van Saint-Même-le-Tenu met de belangrijkste infrastructuur en aangrenzende gemeenten.

## Demografie
Onderstaande figuur toont het verloop van het inwonertal.